# Kwas sebacynowy
Kwas sebacynowy, HOOC−(CH2)8−COOH – organiczny związek chemiczny z grupy kwasów dikarboksylowych.
Otrzymywany poprzez ogrzewanie oleju rycynowego lub kwasu rycynolowego z wodorotlenkiem sodu albo w wyniku ozonowania kwasu undecylenowego. Jest stosowany w przemyśle tworzyw sztucznych.